# Håkon Herdebrei
Håkon Herdebrei eller Håkon II (Sigurdsson) Herdebrei (dvs. den bredskuldrede) (1147 – 1162) var norsk konge fra 1159 til sin død.
Håkon var uægte søn af Sigurd Munn og blev, efter at farbroderen Øystein var død, af slægtens tilhængere valgt til efterfølger. De gav ham kongsnavn på Øreting i 1159 og fortsatte kampen mod Inge Krokrygg under ledelse af Sigurd på Røyr i Ringsaker. Flokken havde en del medgang og dræbte kong Inge i 1161 i et slag på isen ved Oslo. Håkons parti havde særlig støtte i Trøndelag. Han var tæt på at blive anerkendt som konge, 15 år gammel, men det overvundne parti samlede sig under Erling Skakke, som overvandt og dræbte ham 1162 i slaget ved Romsdalsfjorden.
1. ↑  Navnet er anført på engelsk og stammer fra Wikidata hvor navnet endnu ikke findes på dansk.